# Dmitrij Nasonow
Dmitrij Nikołajewicz Nasonow (ros. Дмитрий Николаевич Насонов; ur. 1895, zm. 1957) – rosyjski cytofizjolog. Prowadził badania nad funkcją aparatu Golgiego, procesem pobudzenia, prądami czynnościowymi i przepuszczalnością błony komórkowej. Był profesorem Uniwersytetu w Leningradzie. Jego ojcem był zoolog Nikołaj Nasonow.